# Dibamus tropcentr
Dibamus tropcentr — вид ящірок з родини дібамових (Dibamidae). Описаний у 2023 році.

## Назва
Вид названо на честь Спільного російсько-в'єтнамського тропічного науково-технологічного центру. Герпетологічні дослідження співробітників центру привели до опису понад 60 нових таксонів амфібій і рептилій з В'єтнаму.

## Поширення
Ендемік В'єтнаму. Поширений у національному парку Нуйчуа в провінції Ніньтхуан на півдні країни. Мешкає в сухих приморських змішаних низьких вічнозелених лісах на висоті 200—280 м над рівнем моря.

## Опис
Довжина тіла без хвоста сягає до 9,62 см. Хвіст порівняно довгий, досягає 24,4—30 % довжини тіла. Dibamus tropcentr зовні схожий на Dibamus smithi Greer, 1985, але його можна відрізнити від останнього за наявністю рудиментарного губного шва; більшою кількістю підхвостової луски; порівняно довшим хвостом; загалом більшою кількістю рядів луски в середині тіла; тим, що міжтім'яна луска не збільшена, приблизно дорівнює нухальній; лобова та лобно-носова луски мають нерівний розмір порівняно з майже вдвічі більшою лобовою лускою D. smithi; наявністю трьох лусочок ззаду від міжтім'яної; медіальна луска позаду ментальної не збільшена; наявністю трьох-чотирьох лусочок на задньо-медіальному краї підгубних кісток; надгубна луска більша за очну.